# Tour du Pays basque 1999
La 39e édition du Tour du Pays basque a eu lieu du 5 au 9 avril 1999. La victoire finale est revenue au Français Laurent Jalabert.

## Les étapes
| Étape        | Date    | Villes étapes                 | Distance (km) | Vainqueur d'étape | Leader du classement général |
| 1re étape    | 5 avril | Tolosa - Tolosa               | 115           | Laurent Jalabert  | Laurent Jalabert             |
| 2e étape     | 6 avril | Tolosa - Zalla                | 204           | Giuliano Figueras | Laurent Jalabert             |
| 3e étape     | 7 avril | Zalla - Vitoria               | 199           | Stefano Garzelli  | Laurent Jalabert             |
| 4e étape     | 8 avril | Vitoria - Lekunberri          | 197           | Koos Moerenhout   | Laurent Jalabert             |
| 5e étape (a) | 9 avril | Lekunberri - Orio             | 118           | Michael Boogerd   | Laurent Jalabert             |
| 5e étape (b) | 9 avril | Santiago Erreka - Alto de Aia | 8.7 (clm)     | Laurent Jalabert  | Laurent Jalabert             |

## Classement final
| Cycliste                 | Pays      | Équipe |    | Temps            |
| ------------------------ | --------- | ------ | -- | ---------------- |
| 1. Laurent Jalabert      | France    |        | en | 21 h 36 min 11 s |
| 2. Wladimir Belli        | Italie    |        | à  | 51 s             |
| 3. Davide Rebellin       | Italie    |        |    | 1 min 01 s       |
| 4. Mario Aerts           | Belgique  |        |    | 1 min 06 s       |
| 5. Peter Luttenberger    | Autriche  |        |    | 1 min 09 s       |
| 6. David Etxebarria      | Espagne   |        |    | 1 min 18 s       |
| 7. Niki Aebersold        | Suisse    |        |    | 1 min 27 s       |
| 8. Marco Pantani         | Italie    |        |    | 1 min 29 s       |
| 9. Juan Carlos Domínguez | Espagne   |        |    | 1 min 38 s       |
| 10. Udo Bölts            | Allemagne |        |    | 1 min 43 s       |